# Mont-lès-Neufchâteau
Mont-lès-Neufchâteau là một xã, nằm ở tỉnh Vosges trong vùng Grand Est của Pháp. Xã này có diện tích 11,51 km², dân số năm 1999 là 266 người. Xã này nằm ở khu vực có độ cao trung bình 335 m trên mực nước biển.
Dân địa phương tiếng Pháp gọi là.

## Biến động dân số
| Năm | 1962 | 1968 | 1975 | 1982 | 1990 | 1999 |
| --- | ---- | ---- | ---- | ---- | ---- | ---- |
| Dân số | 188  | 193  | 204  | 219  | 244  | 266  |
| From the year 1962 on: No double counting—residents of multiple communes (e.g. students and military personnel) are counted only once. |      |      |      |      |      |      |